# 毛有斐
毛有斐（琉球語：／ ；？—1877年4月30日）和名池城親方安規（琉球語：／ ），是琉球第二尚氏王朝政治家、三司官。
毛有斐出生在毛氏池城殿內家族，是該家族的第十五世當主。其父為三司官毛增光（池城親方安邑）。1871年，毛有斐曾作為年頭使出使薩摩藩。1873年，毛有斐當選三司官。
1875年，日本派松田道之率熊本鎮台分隊來到琉球，並禁止琉球向清朝朝貢。尚泰王派遣毛有斐為使者出使東京，就此事向日本政府交涉。隨行者有向德宏（幸地親雲上朝常）、馬兼才（與那原親方良傑）等人。日本政府拒絕了琉球的要求，毛有斐便一直滯留東京。1877年4月30日，毛有斐在東京染病逝世。其靈柩於同年被帶回琉球安葬。